# Courtaman

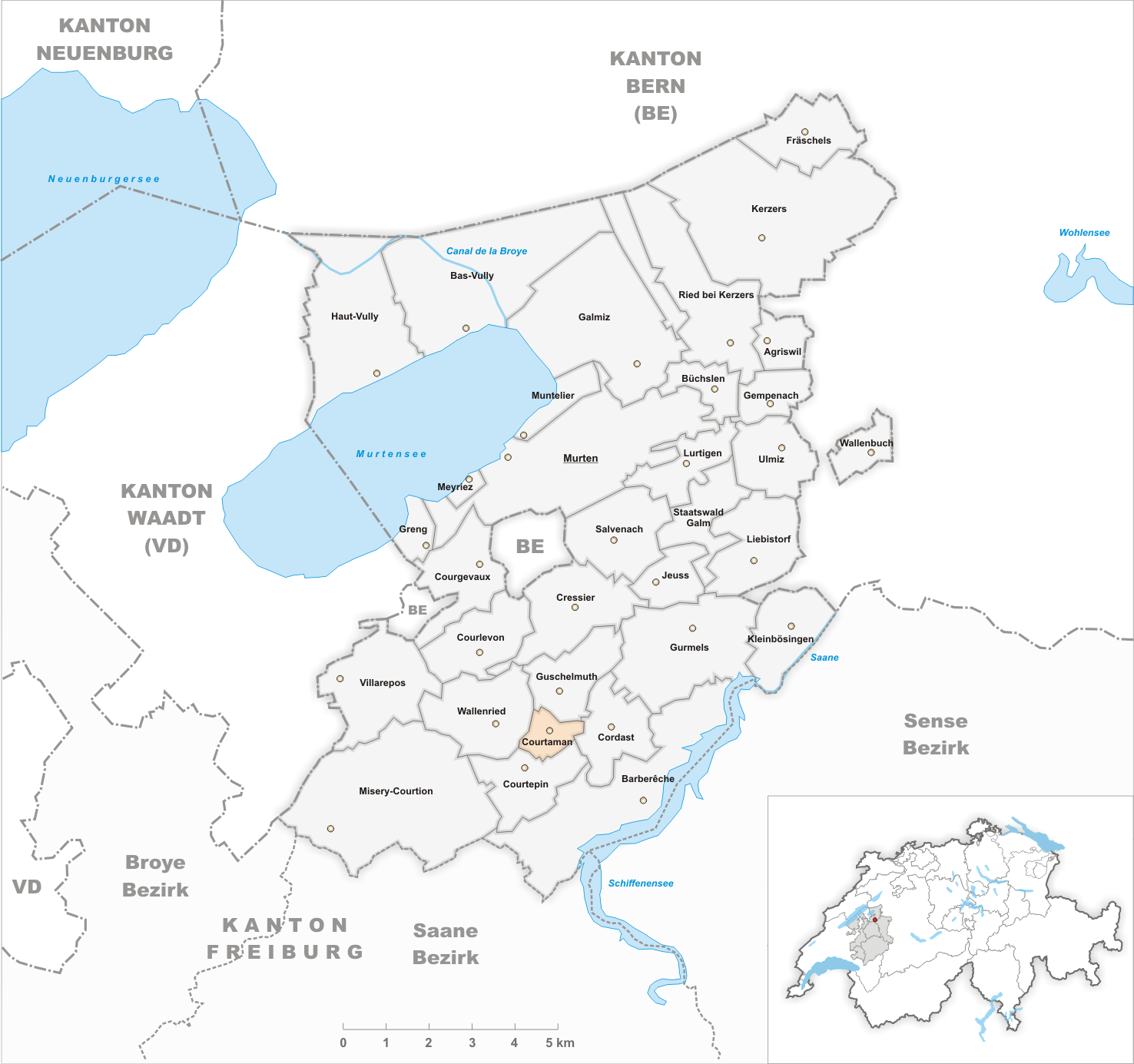
Gemeindestand vor der Fusion am 1. Januar 2003

Courtaman (französisch [kuʀtamã], im frankoprovenzalischen Ortsdialekt [a kurtaˈmã], schweizerdeutsch [ˈgʊrtəˌmaː]) ist eine Ortschaft in der freiburgischen Gemeinde Courtepin, Schweiz. Trotz der Lage an der Sprachgrenze und der zweisprachigen Bevölkerung besitzt die Gemeinde im offiziellen Sprachgebrauch keinen deutschen Namen. Bis Ende 2002 bildete Courtaman eine eigenständige politische Gemeinde.

## Geographie
Courtaman liegt auf 591 m ü. M., 7,5 km nordnordwestlich der Kantonshauptstadt Freiburg (Luftlinie). Das Dorf erstreckt sich auf einem sanft nach Nordwesten geneigten Hang im Quellgebiet der Biberen (französisch: La Bibera), im Molassehügelland zwischen dem Murtensee und dem Saanetal, im nördlichen Freiburger Mittelland. Die Fläche der früheren Gemeinde betrug rund 1,2 km². Sie reichte von der Talniederung der Biberen und dem Bois de la Râpe nach Südosten über den Hang von Courtaman bis auf die Studenmatte und an den Rand des Monterschuwaldes (bis 650 m ü. M.).

## Bevölkerung
Mit 1083 Einwohnern (2002) zählte Courtaman vor der Fusion zu den mittelgrossen Gemeinden des Kantons Freiburg. Im Jahr 1850 hatte die Gemeinde 129 Einwohner, 1900 156 Einwohner. Das Dorf ist seit langem zweisprachig; so sprachen im Jahre 1900 101 Einwohner Französisch und 55 Deutsch. Das Siedlungsgebiet von Courtaman ist heute lückenlos mit demjenigen von Courtepin zusammengewachsen.
Einwohnerzahlen: Volkszählungsdaten

## Wirtschaft
Courtaman war bis Mitte des 20. Jahrhunderts ein vorwiegend durch die Landwirtschaft geprägtes Dorf. Heute haben der Ackerbau, der Obstbau und die Viehzucht nur noch einen geringen Stellenwert in der Erwerbsstruktur der Bevölkerung. Weitere Arbeitsplätze sind im lokalen Kleingewerbe und im Dienstleistungssektor vorhanden. Grössere Gewerbebetriebe sowie ein Tanklager (2005 abgebrochen):haben sich seit den 1960er-Jahren im Tal der Biberen niedergelassen. Im Ort sind Unternehmen des Baugewerbes, des Maschinenbaus und Betriebe, die Wärmepumpen herstellen, vertreten. Seit 1956 ist Courtaman Standort des Foyer Saint-Joseph, einer Ausbildungsstätte für Behinderte. In den letzten Jahrzehnten hat sich das Dorf auch zu einer Wohngemeinde entwickelt. Viele Erwerbstätige sind deshalb Wegpendler, die hauptsächlich in den Regionen Freiburg und Murten arbeiten.

## Verkehr
Das Dorf ist verkehrsmässig recht gut erschlossen. Es liegt oberhalb der Hauptstrasse von Freiburg nach Murten. Der nächste Anschluss an die Autobahn A12 (Bern–Vevey) befindet sich rund 6 km vom Ortskern entfernt. Durch den Autokurs der Transports public Fribourgeois, der von Gurmels zum Bahnhof Courtepin verkehrt, ist Courtaman von Montag bis Freitag an das Netz des öffentlichen Verkehrs angebunden. Der Bahnhof von Courtepin ist etwa einen Kilometer vom Dorfzentrum entfernt.

## Geschichte
Die Gegend war schon zur Römerzeit besiedelt, was durch Funde von Mauerresten, Ziegeln und von zwei Bronzestatuetten belegt werden konnte. Die erste urkundliche Erwähnung des Ortes erfolgte 1309 in der Namenform Cortemant. Der Ortsname ist eine Zusammensetzung von romanisch corte «Hof» (aus lateinisch cohorte «eingezäunter Ort, Hofraum, Gehege») mit einem zweigliederigen germanischen männlichen Vornamen, der aufgrund der erst späten Überlieferung des Ortsnamens nicht mehr sicher festgestellt werden kann; als zweites Wortglied kann der Name Manto in Frage kommen.
Courtaman war im Mittelalter Teil des Besitzes der Grafen von Thierstein. 1418 kam das Dorf durch Kauf unter die Herrschaft von Freiburg und gehörte fortan zur Alten Landschaft (Spitalpanner). Nach dem Zusammenbruch des Ancien Régime 1798 gehörte Courtaman während der Helvetik und der darauf folgenden Zeit zum Distrikt Freiburg und ab 1831 zum Deutschen Bezirk Freiburg, bevor es 1848 mit der neuen Kantonsverfassung in den Seebezirk eingegliedert wurde.
Im Rahmen der seit 2000 vom Kanton Freiburg geförderten Gemeindefusionen wurde Courtaman mit Wirkung auf den 1. Januar 2003 nach Courtepin eingemeindet.

## Persönlichkeiten
- Jean-François Haas (* 1952), französischsprachiger Schriftsteller